# Amata melanocera
Amata melanocera är en fjärilsart som beskrevs av George Francis Hampson 1903. Amata melanocera ingår i släktet Amata och familjen björnspinnare. Inga underarter finns listade i Catalogue of Life.